# Bustrup
 For alternative betydninger, se Bustrup (flertydig). (Se også artikler, som begynder med Bustrup)
Bustrup er en hovedgård i Ramsing Sogn i det tidligere Rødding Herred, Viborg Amt, nu Skive Kommune. Herregårdens historie går tilbage til midten af 1400-tallet, hvor den tilhørte slægten Krabbe. Bygninger opført af rigsmarsk Tyge Krabbe i 1521, brændte under Grevens Fejde i 1534, men blev genopbygget, og senere ombygget af Christian Holck i 1626. Den nuværende 3-fløjede hovedbygning i én etage, er fra 1766, opført af kammerråd Peder Skow. Avlsbygningerne brændte i 1869 men er genopført. Bustrup blev udstykket i 1910.
Gården har været hjemsted for Bustrup Optagelseshjem, som eksisterede til engang midt i 1970-erne, da den blev købt af Tvinds lærergruppe og stedet blev indrettet til efterskole, og senere er der også lavet en dagskole for børn og unge fra lokalområdet.

## Eksterne kilder og henvisninger
- J.P. Trap: Kongeriget Danmark, 4. udg. 1925
- Bustrups historie på Bustrup.dk Arkiveret 8. marts 2009 hos  Wayback Machine
- Den Store Danske

56°35′6″N 8°48′41″Ø / 56.58500°N 8.81139°Ø
|  | Denne artikel om en bygning eller et bygningsværk kan blive bedre, hvis der indsættes et (bedre) billede. Du kan hjælpe ved at afsøge Wikimedia Commons for et passende billede eller lægge et op på Wikimedia Commons med en af de tilladte licenser og indsætte det i artiklen. |